# Cobra Verde
Cobra Verde – dramat niemiecki w reżyserii Wernera Herzoga, wyprodukowany przez Werner Herzog Filmproduktion we współpracy z telewizją ZDF w 1987 roku. Film kosztował ok. 800 tys. marek i miał światową premierę w Monachium, 3 grudnia 1987 roku. Jest adaptacją książki angielskiego reportera Bruce Chatwina zatytułowanej Wicekról Ouidah.

## Obsada
- Klaus Kinski – Francisco Manoel da Silva
- Fred Maire – Francisco Manoel da Silva (głos)
- King Ampaw – Taparica
- José Lewgoy – Don Octavio Coutinho
- Franz-Josef Steffens – Don Octavio Coutinho (głos)
- Salvatore Basile – kapitan Fraternidade
- Klaus Guth – kapitan Fraternidade (głos)
- Peter Berling – Bernabé
- Guillermo Coronel – Euclides
- Philipp Brammer – Euclides (głos)
- Nana Agyefi Kwame II – Bossa Ahadee
- Nana Fedu Abodo –  Yovogan
- Kofi Yerenkyi – Bakoko
- Kwesi Fase – Kankpé
- Benito Stefanelli – kapitan Pedro Vicente

Źródło:

## Fabuła
Cobra Verde przyjmuje formę ballady, opowiadanej przez starego mężczyznę pojawiającego się w scenie otwierającej film. Początkowa sekwencja przedstawia bezkresne, spalone słońcem krajobrazy Brazylii. Towarzyszy temu tekst opowiadający o śmierci matki tytułowego bohatera Francisco Manoela da Silvy (Klaus Kinski). Następnie w krótkich sekwencjach dowiadujemy się, że Manoel – mimo ciężkiej pracy jaką wykonywał, nie otrzyma za nią zapłaty. Dlatego właśnie, postanawia zabić swego przełożonego. Od tego momentu staje się wyjętym spod prawa postrachem miasta. Gdy zjawia się na rynku, ksiądz każe wprowadzić trumnę z powrotem do kościoła, a ludzie uciekają przed nim w popłochu. Jedynymi osobami które się go nie boją są: garbaty karzeł (właściciel karczmy, to on opowiada Francisco historię śniegu znajdującego się na księżycu) oraz młoda dziewczyna, której bandyta wyznaje, że tęskni do „innych światów”. Pewnego dnia, podczas targu niewolników, Manoel poznaje bogatego plantatora Don Octavio Coutinho (José Lewgoy), który oferuje mu pracę na kierowniczym stanowisku w swej posiadłości. Francisco się zgadza. Mimo że nie okazuje się być złym pracownikiem, Don Octavio chce się go pozbyć. Powodem jego złości jest fakt, że wszystkie jego córki są w ciąży z da Silvą. Coutinho wraz ze swoimi współpracownikami układa plan, mający na celu wysłanie tytułowego bohatera do Afryki, do Ghany. Miałby się tam zająć handlem niewolników. Cobra Verde przyjmuje propozycję nie wiedząc, że obejmie zrujnowane posiadłości na skraju bankructwa, i że będzie musiał zmagać się z nieprzyjaznymi mu czarnoskórymi tubylcami. Francisco poznaje na miejscu Euclidesa (King Ampaw), który staje się jego bliskim współpracownikiem, oraz skorumpowanego misjonarza Bernabé (Peter Berling). Manoelowi udaje się w ciągu kilku tygodni, przy pomocy setek niewolników, odnowić zniszczony pałac i rozpocząć z sukcesem planowaną działalność. W międzyczasie okazuje się, że Cobra Verde będzie musiał walczyć o wpływy i niewolników z królem Bossa Ahadee (Jego Wysokość Nana agyefi Kwame II Nsein). Da Silva – gdy czarni mężczyźni okazali się za słabi – trenuje oddziały amazonek. Mimo niezwykłej odwagi, Verde zostaje oszukany przez młodego, czarnoskórego księcia i traci cały majątek. Gdyby tego było mało, dociera do niego wiadomość, że wyszedł międzynarodowy dekret o zniesieniu niewolnictwa. Cobra udaje się nad brzeg morza, gdzie próbuje wypłynąć na wody starą łodzią. Przygląda się temu jedynie upośledzony mężczyzna. Wcześniej – w akcie podziwu – Euclides ostatni raz salutuje swemu panu.

## Produkcja

### Lokalizacje
Film kręcono w następujących miejscach: Elmina, Tamale w Ghanie oraz w Cartagenie, Cali i Guajirze w Kolumbii.

### Obsada
W filmie wystąpili stali już współpracownicy Wernera Herzoga. Mowa tu oczywiście o Klausie Kinskim, ale także o uznanym brazylijskim aktorze José Lewgoyu, który wcześniej grał w Fitzcarraldo, oraz o Peterze Berlingu, znanym z filmu Aguirre, gniew boży. Statystami byli prawdziwi mieszkańcy tamtych okolic. W filmie wystąpił Jego Wysokość Nana agyefi Kwame II Nsein ze swoim dworem, oraz dziewczęta należące do Zigi Cultural Troupe HO ze Ziavi.

### Kontrowersje
Niezwykle popularne są wydarzenia związane z realizacją tego filmu. Tu – po raz ostatni spotkali się, by współpracować: aktor Klaus Kinski, oraz reżyser Werner Herzog. Od samego początku ich współpracy emocje sięgały zenitu, zaś podczas kręcenia tego filmu Kinski uciekł z planu, przez co Herzog musiał zmontować niedokończony jeszcze film. Stało się tak, mimo iż reżyser zrezygnował (specjalnie dla aktora, by nie zaostrzać konfliktu) ze swojego czołowego autora zdjęć Tomasa Maucha. W zastępstwie wybór padł na Victora Růžičkę. Cztery lata po premierze filmu, Klaus Kinski zmarł na atak serca.

## Muzyka
Ścieżkę dźwiękową do filmu, powierzył Herzog grupie Popol Vuh, odpowiedzialnej za oprawę muzyczną do jego wcześniejszych filmów z Aguirre... i Szklanym sercem na czele. Soundtrack otrzymał w polskim magazynie muzycznym Teraz rock notę czterech gwiazdek na pięć możliwych. Michał Greupner, pisał o płycie: „W filmie tradycyjnie użyto utworów znanych z wcześniejszych płyt: początkowym napisom towarzyszy Grab der Mutter czyli Song Of Earth, zaś w scenie powitania da Silvy z morzem – Sieh nicht überm Meer ist's – brzmi Lass los. Przewijające się mroczne motywy smyczkowe to kompozycje Floriana Fricke na synclavier”. Wiersz pojawiający się przed czołówką filmu został napisany przez Floriana Fricke, lidera zespołu Popol Vuh.

## Odbiór
Grażyna Stachówna, w swoim tekście poświęconym współpracy między Kinskim a Herzogiem pisze: „W roli Cobry Verde [Kinski] naprawdę jest młody i piękny, przyciąga wzrok widza jak cenny klejnot odbijający się od tła. A przecież Herzog zbudował mu tło olśniewające – Afrykę z bujną roślinnością, setkami czarnych statystów, królem plemiennym i jego dworem, nagimi tancerkami, malowniczymi obrzędami. I podobnie jak w Fitzcarraldo pejzaż, Murzyni i rozbudowana inscenizacja zaczynają przytłaczać aktora. Inteligentny i wszechwładny reżyser już wie, jak poskromić swe szalone medium, czyni je po prostu elementem widowiska – jednym z wielu. Chytrze, nieprawdaż?” .